# Баишева, Саргылана Макаровна
Саргылана Макаровна Баишева (якут. Саргылана Макаровна Баишева; род. 22 июня 1952) — якутская исследовательница малочисленных народов Севера, кандидат экономических наук, старший научный сотрудник, член Союза журналистов России.

## Биография
Саргылана Макаровна Баишева родилась 22 июня 1952 в Якутске.
В 1975 году окончила Якутский государственный университет по специальности географ, преподаватель географии. Затем училась в аспирантуре НИИСХ Крайнего Севера (город Норильск) по специальности «экономика, организация и управление народным хозяйством».
В 1998 году защитила диссертацию на тему «Продовольственное обеспечение улусов проживания малочисленных народов Севера Якутии» на соискание степени кандидата экономических наук.
В 1976—1991 — старший лаборант, младший научный сотрудник отдела экономики Якутского НИИ сельского хозяйства СО ВАСХНИЛ.
В 1991—1999 — старший научный сотрудник сектора традиционных отраслей и природопользования ученый секретарь, заведующий сектором социальных проблем Института проблем малочисленных народов Севера СВ РАН.
В 1999—2003 — заместитель Генерального директора Республиканского информационно, главный редактор ежемесячного журнала «Предприниматель Якутии».
В 2003—2004 — заместитель Генерального директора «Агрохим».
В 2004—2007 — заместитель директора по науке, заведующая сектором социально-экономических исследований Института проблем малочисленных народов Сибирского отделения РАН.
С 2008 года — старший научный сотрудник сектора этносоциологии Института проблем малочисленных народов Сибирского отделения РАН.